# Großer Preis von San Marino (Motorrad)
Der Große Preis von San Marino ist ein Motorrad-Rennen, das seit 1991 ausgetragen wird und seitdem zur Motorrad-Weltmeisterschaft zählt. Er findet auf dem Misano World Circuit Marco Simoncelli nahe Misano Adriatico statt.
Er wurde von 1981 bis 1987, 1991 sowie 1993 auf den italienischen Rennstrecken Autodromo Enzo e Dino Ferrari in Imola, Mugello und Misano ausgetragen. Seit 2007 findet er wieder auf der Piste von Misano statt.

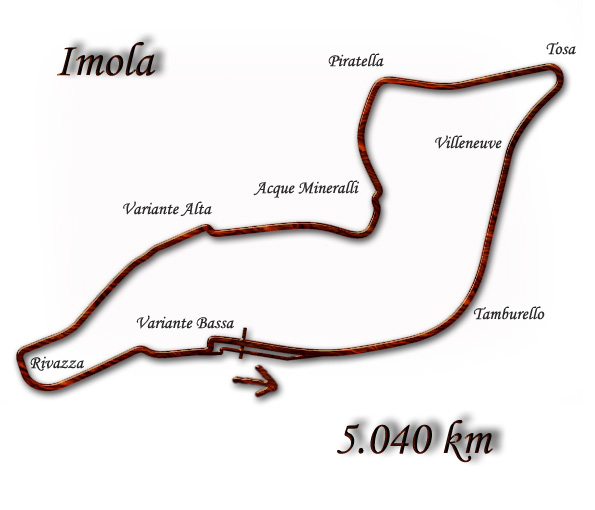
Autodromo Enzo e Dino Ferrari in Imola
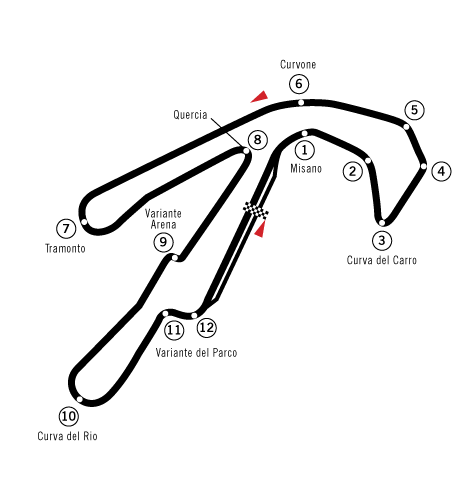
Autodromo di Santamonica in Misano
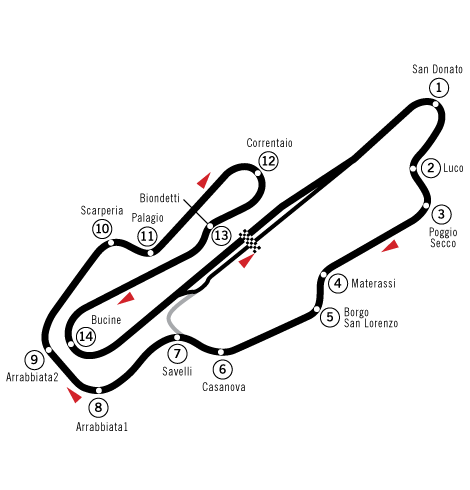
Autodromo Internazionale del Mugello
Misano World Circuit Marco Simoncelli seit dem Umbau 2007

## Statistik
| Auflage | Jahr | Strecke | Klasse           | Sieger                            | Zweiter                             | Dritter                           | Pole-Position                     | Schn. Rennrunde                   |
| ------- | ---- | ------- | ---------------- | --------------------------------- | ----------------------------------- | --------------------------------- | --------------------------------- | --------------------------------- |
| 1       | 1981 | Imola   | 50 cm³           | Ricardo Tormo (Motul-Bultaco)     | Henk van Kessel (Kreidler-Van Veen) | Theo Timmer (Motul-Bultaco)       | Ricardo Tormo (Motul-Bultaco)     | Ricardo Tormo (Motul-Bultaco)     |
| 1       | 1981 | Imola   | 125 cm³          | Loris Reggiani (Minarelli)        | Ángel Nieto (Minarelli)             | Pier Paolo Bianchi (MBA)          | Loris Reggiani (Minarelli)        | Ángel Nieto (Minarelli)           |
| 1       | 1981 | Imola   | 250 cm³          | Toni Mang (Kawasaki)              | Roland Freymond (Ad Majora)         | Jean-François Baldé (Kawasaki)    | Toni Mang (Kawasaki)              | Toni Mang (Kawasaki)              |
| 1       | 1981 | Imola   | 500 cm³          | Marco Lucchinelli (Suzuki)        | Barry Sheene (Yamaha)               | Graeme Crosby (Suzuki)            | Marco Lucchinelli (Suzuki)        | Barry Sheene (Yamaha)             |
|         |      |         |                  |                                   |                                     |                                   |                                   |                                   |
| 2       | 1982 | Mugello | 50 cm³           | Eugenio Lazzarini (Garelli)       | Stefan Dörflinger (Rieju)           | Giuseppe Ascareggi (Rieju)        | Eugenio Lazzarini (Garelli)       | Eugenio Lazzarini (Garelli)       |
| 2       | 1982 | Mugello | 250 cm³          | Toni Mang (Kawasaki)              | Jean-Louis Tournadre (Yamaha)       | Roland Freymond (MBA)             | Carlos Lavado (Yamaha)            | Carlos Lavado (Yamaha)            |
| 2       | 1982 | Mugello | 500 cm³          | Freddie Spencer (Honda)           | Randy Mamola (Suzuki)               | Graeme Crosby (Yamaha)            | Freddie Spencer (Honda)           | Takazumi Katayama (Honda)         |
| 2       | 1982 | Mugello | Gespanne         | Michel / Burkhard (Seymaz-Yamaha) | Schwärzel / Huber (Seymaz-Yamaha)   | Kumano / Takeshima (LCR-Yamaha)   | Streuer / Schnieders (LCR-Yamaha) | Michel / Burkhard (Seymaz-Yamaha) |
|         |      |         |                  |                                   |                                     |                                   |                                   |                                   |
| 3       | 1983 | Imola   | 50 cm³           | Ricardo Tormo (Garelli)           | Stefan Dörflinger (Krauser)         | Claudio Lusuardi (Rieju)          | Stefan Dörflinger (Krauser)       | Ricardo Tormo (Garelli)           |
| 3       | 1983 | Imola   | 125 cm³          | Maurizio Vitali (MBA)             | Hans Müller (MBA)                   | Pierluigi Aldrovandi (MBA)        | Ricardo Tormo (MBA)               | Ángel Nieto (Garelli)             |
| 3       | 1983 | Imola   | 500 cm³          | Kenny Roberts sr. (Yamaha)        | Freddie Spencer (Honda)             | Eddie Lawson (Yamaha)             | Kenny Roberts sr. (Yamaha)        | Kenny Roberts sr. (Yamaha)        |
| 3       | 1983 | Imola   | Gespanne         | Biland / Waltisperg (LCR-Yamaha)  | Michel / Monchaud (LCR-Yamaha)      | Schwärzel / Huber (Seymaz-Yamaha) | Michel / Monchaud (LCR-Yamaha)    | Biland / Waltisperg (LCR-Yamaha)  |
|         |      |         |                  |                                   |                                     |                                   |                                   |                                   |
| 4       | 1984 | Mugello | 80 cm³           | Gerhard Waibel (Real)             | Jorge Martínez (Derbi)              | Hubert Abold (Zündapp)            | Stefan Dörflinger (Zündapp)       | Jorge Martínez (Derbi)            |
| 4       | 1984 | Mugello | 125 cm³          | Maurizio Vitali (MBA)             | Eugenio Lazzarini (Garelli)         | Fausto Gresini (Garelli)          | Maurizio Vitali (MBA)             | Ángel Nieto (Garelli)             |
| 4       | 1984 | Mugello | 250 cm³          | Manfred Herweh (Real)             | Carlos Lavado (Yamaha)              | Jacques Cornu (Yamaha)            | Carlos Lavado (Yamaha)            | Martin Wimmer (Yamaha)            |
| 4       | 1984 | Mugello | 500 cm³          | Randy Mamola (Honda)              | Raymond Roche (Honda)               | Ron Haslam (Honda)                | Raymond Roche (Honda)             | Randy Mamola (Honda)              |
|         |      |         |                  |                                   |                                     |                                   |                                   |                                   |
| 5       | 1985 | Misano  | 80 cm³           | Jorge Martínez (Derbi)            | Ian McConnachie (Krauser)           | Stefan Dörflinger (Krauser)       | Jorge Martínez (Derbi)            | Ian McConnachie (Krauser)         |
| 5       | 1985 | Misano  | 125 cm³          | Fausto Gresini (Garelli)          | Ezio Gianola (Garelli)              | Maurizio Vitali (MBA)             | Fausto Gresini (Garelli)          | Bruno Kneubühler (LCR)            |
| 5       | 1985 | Misano  | 250 cm³          | Carlos Lavado (Yamaha)            | Toni Mang (Honda)                   | Loris Reggiani (Aprilia)          | Carlos Lavado (Yamaha)            | Carlos Lavado (Yamaha)            |
| 5       | 1985 | Misano  | 500 cm³          | Eddie Lawson (Yamaha)             | Wayne Gardner (Honda)               | Randy Mamola (Honda)              | Eddie Lawson (Yamaha)             | Eddie Lawson (Yamaha)             |
|         |      |         |                  |                                   |                                     |                                   |                                   |                                   |
| 6       | 1986 | Misano  | 80 cm³           | Pier Paolo Bianchi (Seel)         | Jorge Martínez (Derbi)              | Manuel Herreros (Derbi)           | Jorge Martínez (Derbi)            | Pier Paolo Bianchi (Seel)         |
| 6       | 1986 | Misano  | 125 cm³          | August Auinger (Bartol)           | Luca Cadalora (Garelli)             | Fausto Gresini (Garelli)          | Fausto Gresini (Garelli)          | August Auinger (Bartol)           |
| 6       | 1986 | Misano  | 250 cm³          | Tadahiko Taira (Yamaha)           | Sito Pons (Honda)                   | Dominique Sarron (Honda)          | Carlos Lavado (Yamaha)            | Carlos Lavado (Yamaha)            |
| 6       | 1986 | Misano  | 500 cm³          | Eddie Lawson (Yamaha)             | Wayne Gardner (Honda)               | Randy Mamola (Yamaha)             | Eddie Lawson (Yamaha)             | Eddie Lawson (Yamaha)             |
|         |      |         |                  |                                   |                                     |                                   |                                   |                                   |
| 7       | 1987 | Misano  | 80 cm³           | Manuel Herreros (Derbi)           | Stefan Dörflinger (Krauser)         | Ian McConnachie (Krauser)         | Jorge Martínez (Derbi)            | Manuel Herreros (Derbi)           |
| 7       | 1987 | Misano  | 125 cm³          | Fausto Gresini (Garelli)          | August Auinger (MBA)                | Paolo Casoli (AGV)                | Fausto Gresini (Garelli)          | Fausto Gresini (Garelli)          |
| 7       | 1987 | Misano  | 250 cm³          | Loris Reggiani (Aprilia)          | Luca Cadalora (Yamaha)              | Sito Pons (Honda)                 | Luca Cadalora (Yamaha)            | Luca Cadalora (Yamaha)            |
| 7       | 1987 | Misano  | 500 cm³          | Randy Mamola (Yamaha)             | Eddie Lawson (Yamaha)               | Wayne Gardner (Honda)             | Eddie Lawson (Yamaha)             | Randy Mamola (Yamaha)             |
|         |      |         |                  |                                   |                                     |                                   |                                   |                                   |
| 8       | 1991 | Mugello | 125 cm³          | Peter Öttl (Rotax)                | Loris Capirossi (Honda)             | Fausto Gresini (Honda)            | Noboru Ueda (Honda)               | Peter Öttl (Rotax)                |
| 8       | 1991 | Mugello | 250 cm³          | Luca Cadalora (Honda)             | Carlos Cardús (Honda)               | Loris Reggiani (Aprilia)          | Helmut Bradl (Honda)              | Luca Cadalora (Honda)             |
| 8       | 1991 | Mugello | 500 cm³          | Wayne Rainey (Yamaha)             | Kevin Schwantz (Suzuki)             | Mick Doohan (Honda)               | Kevin Schwantz (Suzuki)           | Kevin Schwantz (Suzuki)           |
| 8       | 1991 | Mugello | Gespanne         | Michel / Birchall (LCR-Krauser)   | Webster / Simmons (LCR-Krauser)     | Egloff / Egloff (SMS-Krauser)     | Webster / Simmons (LCR-Krauser)   | Biland / Waltisperg (LCR-Honda)   |
|         |      |         |                  |                                   |                                     |                                   |                                   |                                   |
| 9       | 1993 | Mugello | 125 cm³          | Dirk Raudies (Honda)              | Kazuto Sakata (Honda)               | Akira Saitō (Honda)               | Kazuto Sakata (Honda)             | Carlos Giró jr. (Aprilia)         |
| 9       | 1993 | Mugello | 250 cm³          | Loris Capirossi (Honda)           | Loris Reggiani (Aprilia)            | Tetsuya Harada (Yamaha)           | Loris Reggiani (Aprilia)          | Jean-Philippe Ruggia (Aprilia)    |
| 9       | 1993 | Mugello | 500 cm³          | Mick Doohan (Honda)               | Kevin Schwantz (Suzuki)             | Wayne Rainey (Yamaha)             | Mick Doohan (Honda)               | Mick Doohan (Honda)               |
|         |      |         |                  |                                   |                                     |                                   |                                   |                                   |
| 10      | 2007 | Misano  | 125 cm³          | Mattia Pasini (Aprilia)           | Gábor Talmácsi (Aprilia)            | Tomoyoshi Koyama (KTM)            | Lukáš Pešek (Derbi)               | Mattia Pasini (Aprilia)           |
| 10      | 2007 | Misano  | 250 cm³          | Jorge Lorenzo (Aprilia)           | Hiroshi Aoyama (KTM)                | Héctor Barberá (Aprilia)          | Jorge Lorenzo (Aprilia)           | Hiroshi Aoyama (KTM)              |
| 10      | 2007 | Misano  | MotoGP           | Casey Stoner (Ducati)             | Chris Vermeulen (Suzuki)            | John Hopkins (Suzuki)             | Casey Stoner (Ducati)             | Casey Stoner (Ducati)             |
|         |      |         |                  |                                   |                                     |                                   |                                   |                                   |
| 11      | 2008 | Misano  | 125 cm³          | Gábor Talmácsi (Aprilia)          | Bradley Smith (Aprilia)             | Simone Corsi (Aprilia)            | Gábor Talmácsi (Aprilia)          | Gábor Talmácsi (Aprilia)          |
| 11      | 2008 | Misano  | 250 cm³          | Álvaro Bautista (Aprilia)         | Yūki Takahashi (Honda)              | Héctor Barberá (Aprilia)          | Héctor Barberá (Aprilia)          | Marco Simoncelli (Gilera)         |
| 11      | 2008 | Misano  | MotoGP           | Valentino Rossi (Yamaha)          | Jorge Lorenzo (Yamaha)              | Toni Elías (Ducati)               | Casey Stoner (Ducati)             | Valentino Rossi (Yamaha)          |
|         |      |         |                  |                                   |                                     |                                   |                                   |                                   |
| 12      | 2009 | Misano  | 125 cm³          | Julián Simón (Aprilia)            | Nicolás Terol (Aprilia)             | Bradley Smith (Aprilia)           | Bradley Smith (Aprilia)           | Pol Espargaró (Aprilia)           |
| 12      | 2009 | Misano  | 250 cm³          | Héctor Barberá (Aprilia)          | Mattia Pasini (Aprilia)             | Álvaro Bautista (Aprilia)         | Hiroshi Aoyama (Honda)            | Hiroshi Aoyama (Honda)            |
| 12      | 2009 | Misano  | MotoGP           | Valentino Rossi (Yamaha)          | Jorge Lorenzo (Yamaha)              | Dani Pedrosa (Honda)              | Valentino Rossi (Yamaha)          | Valentino Rossi (Yamaha)          |
|         |      |         |                  |                                   |                                     |                                   |                                   |                                   |
| 13      | 2010 | Misano  | 125 cm³          | Marc Márquez (Derbi)              | Nicolás Terol (Aprilia)             | Efrén Vázquez (Derbi)             | Bradley Smith (Aprilia)           | Marc Márquez (Derbi)              |
| 13      | 2010 | Misano  | Moto2            | Toni Elías (Moriwaki)             | Julián Simón (Suter)                | Thomas Lüthi (Moriwaki)           | Toni Elías (Moriwaki)             | Alex De Angelis (Motobi)          |
| 13      | 2010 | Misano  | MotoGP           | Dani Pedrosa (Honda)              | Jorge Lorenzo (Yamaha)              | Valentino Rossi (Yamaha)          | Dani Pedrosa (Honda)              | Dani Pedrosa (Honda)              |
|         |      |         |                  |                                   |                                     |                                   |                                   |                                   |
| 14      | 2011 | Misano  | 125 cm³          | Nicolás Terol (Aprilia)           | Johann Zarco (Derbi)                | Efrén Vázquez (Derbi)             | Johann Zarco (Derbi)              | Johann Zarco (Derbi)              |
| 14      | 2011 | Misano  | Moto2            | Marc Márquez (Suter)              | Stefan Bradl (Kalex)                | Andrea Iannone (Suter)            | Stefan Bradl (Kalex)              | Andrea Iannone (Suter)            |
| 14      | 2011 | Misano  | MotoGP           | Jorge Lorenzo (Yamaha)            | Dani Pedrosa (Honda)                | Casey Stoner (Honda)              | Casey Stoner (Honda)              | Jorge Lorenzo (Yamaha)            |
|         |      |         |                  |                                   |                                     |                                   |                                   |                                   |
| 15      | 2012 | Misano  | Moto3            | Sandro Cortese (KTM)              | Luis Salom (Kalex-KTM)              | Romano Fenati (FTR-Honda)         | Sandro Cortese (KTM)              | Álex Rins (Suter-Honda)           |
| 15      | 2012 | Misano  | Moto2            | Marc Márquez (Suter)              | Pol Espargaró (Kalex)               | Andrea Iannone (Speed Up)         | Marc Márquez (Suter)              | Marc Márquez (Suter)              |
| 15      | 2012 | Misano  | MotoGP           | Jorge Lorenzo (Yamaha)            | Valentino Rossi (Ducati)            | Álvaro Bautista (Honda)           | Jorge Lorenzo (Yamaha)            | Dani Pedrosa (Honda)              |
|         |      |         |                  |                                   |                                     |                                   |                                   |                                   |
| 16      | 2013 | Misano  | Moto3            | Álex Rins (KTM)                   | Maverick Viñales (KTM)              | Álex Márquez (KTM)                | Jonas Folger (Kalex-KTM)          | Álex Márquez (KTM)                |
| 16      | 2013 | Misano  | Moto2            | Pol Espargaró (Kalex)             | Takaaki Nakagami (Kalex)            | Esteve Rabat (Kalex)              | Pol Espargaró (Kalex)             | Pol Espargaró (Kalex)             |
| 16      | 2013 | Misano  | MotoGP           | Jorge Lorenzo (Yamaha)            | Marc Márquez (Honda)                | Dani Pedrosa (Honda)              | Marc Márquez (Honda)              | Marc Márquez (Honda)              |
|         |      |         |                  |                                   |                                     |                                   |                                   |                                   |
| 17      | 2014 | Misano  | Moto3            | Álex Rins (Honda)                 | Álex Márquez (Honda)                | Jack Miller (KTM)                 | Jack Miller (KTM)                 | Juanfran Guevara (Kalex-KTM)      |
| 17      | 2014 | Misano  | Moto2            | Esteve Rabat (Kalex)              | Mika Kallio (Kalex)                 | Johann Zarco (Caterham-Suter)     | Mika Kallio (Kalex)               | Esteve Rabat (Kalex)              |
| 17      | 2014 | Misano  | MotoGP           | Valentino Rossi (Yamaha)          | Jorge Lorenzo (Yamaha)              | Dani Pedrosa (Honda)              | Jorge Lorenzo (Yamaha)            | Marc Márquez (Honda)              |
|         |      |         |                  |                                   |                                     |                                   |                                   |                                   |
| 18      | 2015 | Misano  | Moto3            | Enea Bastianini (Honda)           | Miguel Oliveira (KTM)               | Niccolò Antonelli (Honda)         | Enea Bastianini (Honda)           | Niccolò Antonelli (Honda)         |
| 18      | 2015 | Misano  | Moto2            | Johann Zarco (Kalex)              | Esteve Rabat (Kalex)                | Takaaki Nakagami (Kalex)          | Johann Zarco (Kalex)              | Jonas Folger (Kalex)              |
| 18      | 2015 | Misano  | MotoGP           | Marc Márquez (Honda)              | Bradley Smith (Yamaha)              | Scott Redding (Honda)             | Jorge Lorenzo (Yamaha)            | Jorge Lorenzo (Yamaha)            |
|         |      |         |                  |                                   |                                     |                                   |                                   |                                   |
| 19      | 2016 | Misano  | Moto3            | Brad Binder (KTM)                 | Enea Bastianini (Honda)             | Joan Mir (KTM)                    | Brad Binder (KTM)                 | Andrea Locatelli (KTM)            |
| 19      | 2016 | Misano  | Moto2            | Lorenzo Baldassarri (Kalex)       | Álex Rins (Kalex)                   | Takaaki Nakagami (Kalex)          | Johann Zarco (Kalex)              | Álex Rins (Kalex)                 |
| 19      | 2016 | Misano  | MotoGP           | Dani Pedrosa (Honda)              | Valentino Rossi (Yamaha)            | Jorge Lorenzo (Yamaha)            | Jorge Lorenzo (Yamaha)            | Dani Pedrosa (Honda)              |
|         |      |         |                  |                                   |                                     |                                   |                                   |                                   |
| 20      | 2017 | Misano  | Moto3            | Romano Fenati (Honda)             | Joan Mir (Honda)                    | Fabio Di Giannantonio (Honda)     | Enea Bastianini (Honda)           | Romano Fenati (Honda)             |
| 20      | 2017 | Misano  | Moto2            | Thomas Lüthi (Kalex)              | Hafizh Syahrin (Kalex)              | Francesco Bagnaia (Kalex)         | Mattia Pasini (Kalex)             | Brad Binder (KTM)                 |
| 20      | 2017 | Misano  | MotoGP           | Marc Márquez (Honda)              | Danilo Petrucci (Ducati)            | Andrea Dovizioso (Ducati)         | Maverick Viñales (Yamaha)         | Marc Márquez (Honda)              |
|         |      |         |                  |                                   |                                     |                                   |                                   |                                   |
| 21      | 2018 | Misano  | Moto3            | Lorenzo Dalla Porta (Honda)       | Jorge Martín (Honda)                | Fabio Di Giannantonio (Honda)     | Jorge Martín (Honda)              | Gabriel Rodrigo (KTM)             |
| 21      | 2018 | Misano  | Moto2            | Francesco Bagnaia (Kalex)         | Miguel Oliveira (KTM)               | Marcel Schrötter (Kalex)          | Francesco Bagnaia (Kalex)         | Mattia Pasini (Kalex)             |
| 21      | 2018 | Misano  | MotoGP           | Andrea Dovizioso (Ducati)         | Marc Márquez (Honda)                | Cal Crutchlow (Honda)             | Jorge Lorenzo (Ducati)            | Andrea Dovizioso (Ducati)         |
|         |      |         |                  |                                   |                                     |                                   |                                   |                                   |
| 22      | 2019 | Misano  | MotoE (Rennen 1) | Matteo Ferrari (Energica)         | Héctor Garzó (Energica)             | Xavier Siméon (Energica)          | Alex De Angelis                   | Matteo Ferrari (Energica)         |
| 22      | 2019 | Misano  | MotoE (Rennen 2) | Matteo Ferrari (Energica)         | Héctor Garzó (Energica)             | Mattia Casadei (Energica)         | Alex De Angelis                   | Héctor Garzó (Energica)           |
| 22      | 2019 | Misano  | Moto3            | Tatsuki Suzuki (Honda)            | John McPhee (Honda)                 | Tony Arbolino (Honda)             | Tatsuki Suzuki (Honda)            | Andrea Migno (KTM)                |
| 22      | 2019 | Misano  | Moto2            | Augusto Fernández (Kalex)         | Fabio Di Giannantonio (Speed Up)    | Álex Márquez (Kalex)              | Fabio Di Giannantonio (Speed Up)  | Augusto Fernández (Kalex)         |
| 22      | 2019 | Misano  | MotoGP           | Marc Márquez (Honda)              | Fabio Quartararo (Yamaha)           | Maverick Viñales (Yamaha)         | Maverick Viñales (Yamaha)         | Marc Márquez (Honda)              |
|         |      |         |                  |                                   |                                     |                                   |                                   |                                   |
| 23      | 2020 | Misano  | MotoE            | Matteo Ferrari (Energica)         | Xavier Siméon (Energica)            | Dominique Aegerter (Energica)     | Matteo Ferrari (Energica)         | Dominique Aegerter (Energica)     |
| 23      | 2020 | Misano  | Moto3            | John McPhee (Honda)               | Ai Ogura (Honda)                    | Tatsuki Suzuki (Honda)            | Ai Ogura (Honda)                  | Ryusei Yamanaka (Honda)           |
| 23      | 2020 | Misano  | Moto2            | Luca Marini (Kalex)               | Marco Bezzecchi (Kalex)             | Enea Bastianini (Kalex)           | Sam Lowes (Kalex)                 | Luca Marini (Kalex)               |
| 23      | 2020 | Misano  | MotoGP           | Franco Morbidelli (Yamaha)        | Francesco Bagnaia (Ducati)          | Joan Mir (Suzuki)                 | Maverick Viñales (Yamaha)         | Francesco Bagnaia (Ducati)        |
|         |      |         |                  |                                   |                                     |                                   |                                   |                                   |
| 24      | 2021 | Misano  | MotoE (Rennen 1) | Jordi Torres (Energica)           | Dominique Aegerter (Energica)       | Mattia Casadei (Energica)         | Jordi Torres (Energica)           | Kevin Zannoni (Energica)          |
| 24      | 2021 | Misano  | MotoE (Rennen 2) | Matteo Ferrari (Energica)         | Mattia Casadei (Energica)           | Miquel Pons (Energica)            | Jordi Torres (Energica)           | Dominique Aegerter (Energica)     |
| 24      | 2021 | Misano  | Moto3            | Dennis Foggia (Honda)             | Niccolò Antonelli (KTM)             | Andrea Migno (Honda)              | Romano Fenati (Husqvarna)         | Romano Fenati (Husqvarna)         |
| 24      | 2021 | Misano  | Moto2            | Raúl Fernández (Kalex)            | Remy Gardner (Kalex)                | Arón Canet (Boscoscuro)           | Raúl Fernández (KTM)              | Raúl Fernández (Kalex)            |
| 24      | 2021 | Misano  | MotoGP           | Francesco Bagnaia (Ducati)        | Fabio Quartararo (Yamaha)           | Enea Bastianini (Ducati)          | Francesco Bagnaia (Ducati)        | Enea Bastianini (Ducati)          |
|         |      |         |                  |                                   |                                     |                                   |                                   |                                   |
| 25      | 2022 | Misano  | MotoE (Rennen 1) | Mattia Casadei (Energica)         | Dominique Aegerter (Energica)       | Matteo Ferrari (Energica)         | Dominique Aegerter (Energica)     | Matteo Ferrari (Energica)         |
| 25      | 2022 | Misano  | MotoE (Rennen 2) | Matteo Ferrari (Energica)         | Mattia Casadei (Energica)           | Eric Granado (Energica)           | Dominique Aegerter (Energica)     | Matteo Ferrari (Energica)         |
| 25      | 2022 | Misano  | Moto3            | Dennis Foggia (Honda)             | Jaume Masiá (KTM)                   | Izan Guevara (GasGas)             | Deniz Öncü (KTM)                  | Dennis Foggia (Honda)             |
| 25      | 2022 | Misano  | Moto2            | Alonso López (Boscoscuro)         | Arón Canet (Kalex)                  | Augusto Fernández (Kalex)         | Celestino Vietti (Kalex)          | Ai Ogura (Kalex)                  |
| 25      | 2022 | Misano  | MotoGP           | Francesco Bagnaia (Ducati)        | Enea Bastianini (Ducati)            | Maverick Viñales (Aprilia)        | Jack Miller (Ducati)              | Enea Bastianini (Ducati)          |

### Liste der tödlich verunglückten Rennfahrer
| Fahrer         | Sterbedatum       | Klasse |
| -------------- | ----------------- | ------ |
| Shōya Tomizawa | 5. September 2010 | Moto2  |